# Throndhjem Station
Throndhjem Station (Throndhjem stasjon), også kaldet Trondhjem (Kalvskindet), var den første jernbanestation i Trondheim i Norge. Den var den nordlige endestation for Trondhjem–Størenbanen, nu en del af Dovrebanen, og åbnede sammen med banen 5. august 1864. Stationen blev nedlagt 24. juni 1884, da banen blev omlagt til den nuværende Trondheim Centralstation på Brattøra. Her fik den forbindelse med den i 1881 åbnede Meråkerbanen og med byens havn.
Stationsbygningen blev opført efter tegninger af Georg Andreas Bull. Siden 1925 har den huset synagogen i Trondheim, og siden 1997 har Det jødiske museum i Trondheim holdt til i et af bygningens lokaler.
Efter jernbanens fraflytning blev perronhallen benyttet af afholdsbevægelsen IOGT's Loge Dag. Frelsens Hær kom til Trondheim i 1890 og lejede først Circus, før de lejede sig ind i perronhallen og købte den i 1916. Den er senere blevet ombygget men er stadig i brug.
Den katolske menighed flyttede ind i den tidligere remise 1902 og benyttede den som kirke. I tilstødende bygninger blev der indrettet præstebolig, skole og foreningslokale. I 1972 blev den tidligere remise erstattet af St. Olav domkirke på samme sted. Den nye kirke blev revet ned i 2014, da den var i dårlig stand, og erstattet af den nuværende St. Olav domkirke i 2016. 